# Arthur Koepchen
Arthur Koepchen (* 30. August 1878 in Velbert; † 27. Mai 1954 in Essen-Bredeney) war technischer Vorstand der Rheinisch-Westfälischen Elektrizitätswerk AG mit Sitz in Essen und prägte für fast fünf Jahrzehnte die wirtschaftliche und technische Unternehmensentwicklung.

## Werdegang
Nach dem Abitur absolvierte Koepchen von 1899 bis 1903 ein Ingenieurstudium an der Technischen Hochschule Karlsruhe. Danach war er zunächst für die Firma Felten & Guilleaume in Köln tätig. Ab 1906 arbeitete er für die Rheinisch-Westfälische Elektrizitätswerk AG, wurde 1908 Betriebsdirektor, 1914 stellvertretendes Vorstandsmitglied und 1917 Technischer Vorstand.
In seiner technischen Funktion vertrat er die Ansicht, dass sich langfristig eine sichere, wirtschaftliche Stromversorgung nur im Rahmen eines überregionalen Verbundnetzes entwickeln könne, wie es technischer Standard geworden ist. In den Jahren 1927 bis 1930 errichtete RWE am Hengsteysee bei Herdecke eines der beiden ersten großen Pumpspeicherkraftwerke, das später nach seinem Planer Koepchenwerk benannt wurde. Mit diesem Pumpspeicherwerk konnte die Bereitstellung elektrischer Energie zu Spitzenlastzeiten gewährleistet werden und die Auslastung der RWE-Kohlekraftwerke verbessert werden.

## Politik
Zum 1. Mai 1933 trat er mit dem gesamten RWE-Vorstand der NSDAP in Essen bei (Mitgliedsnummer 3.013.595). In der Anfangszeit des Regimes standen das RWE und somit auch Koepchen als Exponent der großen Energieversorger unter Druck. Neben der Preispolitik wurde die Verwundbarkeit der großen Energieversorger im Krieg kritisiert: Die Nord-Süd-Leitung mit der Hauptschaltstelle Brauweiler und das Goldenbergwerk in Hürth-Knapsack lagen in Reichweite feindlicher Ferngeschütze.
Favorisiert wurde anfänglich der Plan Franz Lawaczecks des sog. Staffelflussausbaus, der dezentralisiert tausende von Kleinstkraftwerken vorsah. Diesen Plan hat Koepchen in der Essener Nationalzeitung 1932 als „Irrlehre“ bezeichnet. Koepchen konnte seine Vorstellungen im 1934 gegründeten Reichsverband der Elektrizitätsversorgung (REV) und mit seinen Gutachten allmählich trotz polemischer Angriffe durchsetzen. Der Erlass des preußischen Innenministers vom August 1935, der die Energieversorgung als (dezentralisierte) Gemeindeaufgabe bestimmte, wurde abgewendet durch das Energiewirtschaftsgesetz 1935, das die zentralisierte Verbundwirtschaft festschrieb.
Das Regime war wegen der Aufrüstung auf die Kraftwerkskapazitäten der großen Energieversorger angewiesen und machte so nachträglich Fehlplanungen überdimensionierter RWE-Kraftwerke der 1920er Jahre rentabel. Ende 1930er Jahre sah sich Koepchen zunehmend der Gefahr der Verreichlichung der Stromversorgung ausgesetzt. Seine Pläne, die gesamte Wasserkraft Westtirols dem RWE zuzuführen, scheiterten 1938 auf Grund staatlicher Intervention. Sein 400-kV-Ringnetz aus Hochspannungsmasten wurde 1942 nur teilweise von Generalinspektor für Wasser und Energie (GIWE) Fritz Todt genehmigt (wegen alpinen Landschaftsschutzes) und zudem mit einem Enteignungsvorbehalt versehen. Erst der Nachfolger, Albert Speer, genehmigte 1943 das Ringnetz. Koepchens Stromverbundplanungen im Krieg für einen europäischen Großwirtschaftsraum blieben kriegsbedingt stecken. Die von ihm geplante Verbundleitung mit Italien kam erst nach dem Krieg zustande. Der Verbund mit dem besetzten Norwegen scheiterte.

## Familie
Arthur Koepchen war verheiratet mit Marie Koepchen, geb. Zollinger. Das Ehepaar hatte zwei Töchter und vier Söhne. Der älteste Sohn, Hans Koepchen, war wie sein Vater bei der RWE AG tätig.

## Ehrungen und Auszeichnungen
- Benennung des Pumpspeicherkraftwerkes Herdecke als Koepchenwerk anlässlich seines 25-jährigen Firmenjubiläums
- 1927 erhielt er von der TH Karlsruhe die Würde eines Dr.-Ing. E. h.
- 1953 erhielt er den Verdienstorden der Bundesrepublik Deutschland
- die von 1976 bis 2019 bestehende Arthur-Koepchen-Realschule in Pulheim-Brauweiler
- Ehrenmitglied im Verband der Elektrotechnik, Elektronik und Informationstechnik